# Automeris fumosa
Automeris fumosa é uma espécie de mariposa do gênero Automeris, da família Saturniidae.